# Wedge Tomb von Ballyganner South

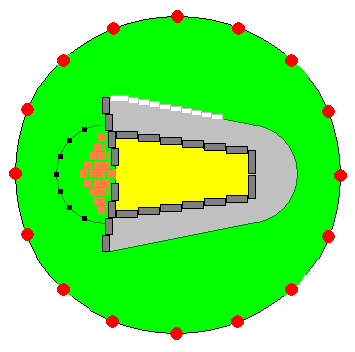
Prinzipskizze Wedge tomb am Beispiel von Island

Das Wedge Tomb von Ballyganner South im gleichnamigen Townland (irisch Baile Uí Dhanair Theas) im Burren im County Clare in Irland ist das größte seiner Art im Burren. Es befindet sich etwa 1,5 km nordwestlich des Leamaneh Castle auf einem kleinen Hügel inmitten einer Feldmauer. Wedge Tombs  (deutsch „Keilgräber“), früher auch „wedge-shaped gallery grave“ genannt, sind doppelwandige, ganglose, mehrheitlich ungegliederte Megalithbauten der späten Jungsteinzeit (etwa 3000 v. Chr.) und der frühen Bronzezeit in Irland.

## Beschreibung
Ballyganner South hat etwa 5,5 m Länge und verjüngt sich in der Breite von etwa 3,0 m im Westen auf 2,4 m am östlichen Endstein. Es ist West-Ost orientiert und mit 2,4 m am westlichen Ende ungewöhnlich hoch. Die einst riesige Deckenplatte ist in vier Teile zerbrochen, die auf, in und neben der Kammer liegen. Die beiden seitlichen Tragsteine sind über 5 Meter lang und der obere Teil des südlichen ragt wie ein Bug nach vorne. Die Kammer wird von einer großen Platte verschlossen, die an der Nordseite einen Zugang frei lässt, in dem sich ein Schwellenstein befindet.

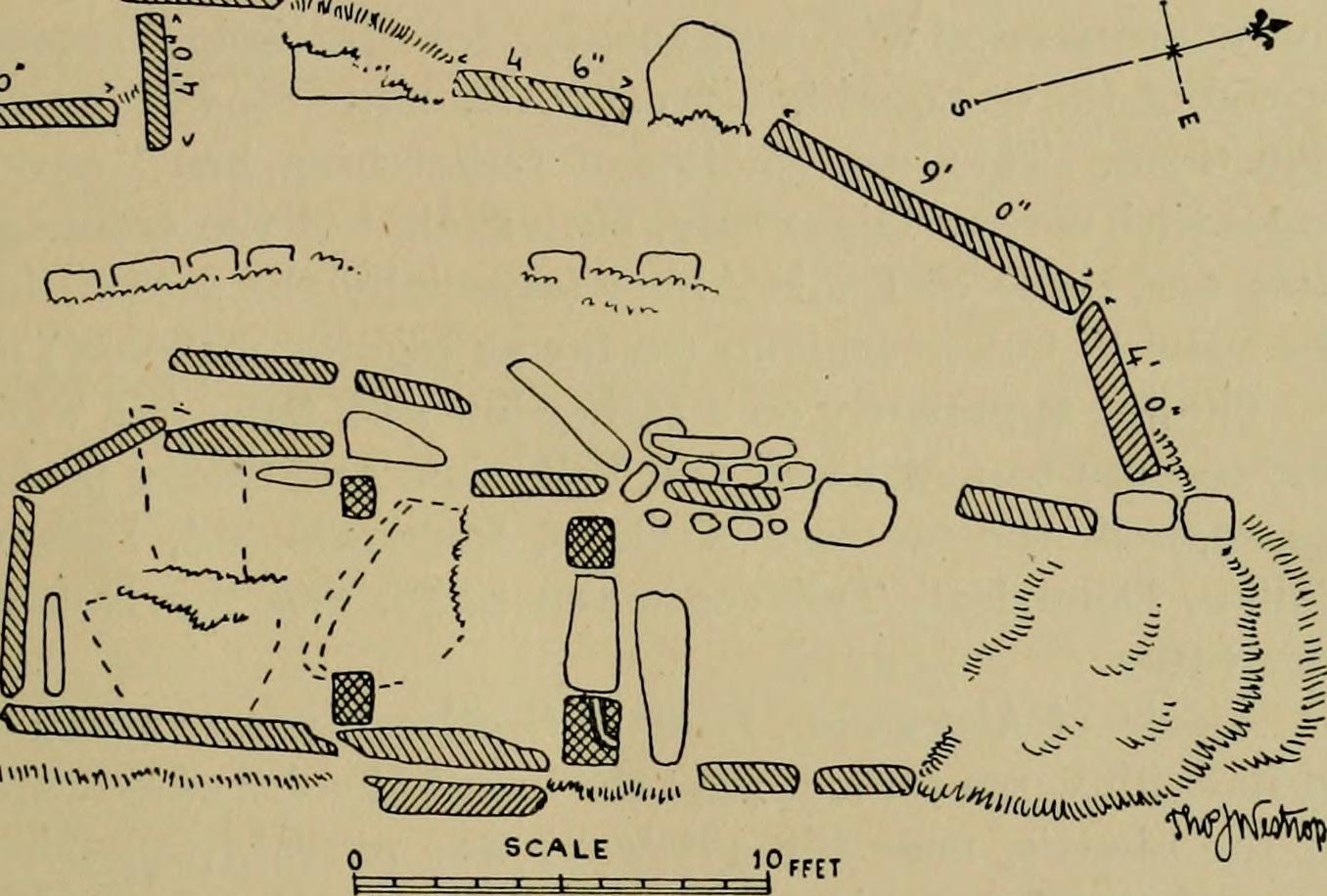
Plan des nahen Ballyganner North